# Lixi (köpinghuvudort i Kina, Jiangxi Sheng, lat 27,63, long 116,37)
Lixi är en köpinghuvudort i Kina. Den ligger i provinsen Jiangxi, i den sydöstra delen av landet, omkring 130 kilometer söder om provinshuvudstaden Nanchang. Antalet invånare är 18 272. Befolkningen består av 8 794 kvinnor och 9 478 män. Barn under 15 år utgör 20,0 %, vuxna 15-64 år 73 %, och äldre över 65 år 5,0 %.
Runt Lixi är det ganska tätbefolkat, med 124 invånare per kvadratkilometer. Närmaste större samhälle är Fenggang, 17,5 km sydväst om Lixi. I omgivningarna runt Lixi växer i huvudsak blandskog.
Genomsnittlig årsnederbörd är 2 281 millimeter. Den regnigaste månaden är juni, med i genomsnitt 426 mm nederbörd, och den torraste är oktober, med 17 mm nederbörd.